# Pleine-Selve
|  | Per a altres significats, vegeu «Pleine-Selve (Aisne)». |

Pleine-Selve és un municipi francès al departament de la Gironda i a la regió de Nova Aquitània. És un dels municipis situats al País Gavai o Gavacheria, que tot i trobar-se geogràficament a Occitània és de parla oïl (saintongesa)

## Demografia
| 1962                                       | 1968 | 1975 | 1982 | 1990 | 1999 | 2007 |
| ------------------------------------------ | ---- | ---- | ---- | ---- | ---- | ---- |
| 249                                        | 268  | 237  | 235  | 191  | 192  | 210  |
| Des de 1962: població sense dobles comptes |      |      |      |      |      |      |

## Administració
| Període   | Identitat         | Partit |
| --------- | ----------------- | ------ |
| 2001-2008 | Hugues Ravet      |        |
| 2008-     | Maurice Rossignol |        |